# Hannibal (2001.)
Hannibal (eng. Hannibal) je američki psihološki triler iz 2001. godine koji je režirao Ridley Scott, a snimljen je prema istoimenoj knjizi autora Thomasa Harrisa. Radi se o nastavku Oscarom nagrađenog filma Kad jaganjci utihnu iz 1991. godine u kojem se glumac Anthony Hopkins vraća ikonskoj ulozi serijskog ubojice Hannibala Lectera. Uz njega se u glavnoj ženskoj ulozi pojavljuje Julianne Moore koja zamjenjuje Jodie Foster kao agentica FBI-a Clarice Starling.
Radnjom smješten deset godina poslije događaja iz Jaganjaca, film Hannibal vrti se oko pokušaja agentice Starling da uhiti Lectera prije nego što ga njegova jedina preživjela žrtva, Mason Verger, uhvati i ubije. Radnja filma odvija se u Italiji i SAD-u. Razvoj ovog filmskog projekta popraćen je velikom medijskom pažnjom pogotovo stoga što su redatelj Jonathan Demme, scenarist Ted Tally i glumica Jodie Foster (svi iz filma Kad jaganjci utihnu) odbili u njemu sudjelovati. Nakon što je započeo sa službenom kino distribucijom, film Hannibal je srušio dotadašnje box-office rekorde u SAD-u, Australiji, Kanadi i Ujedinjenom Kraljevstvu tijekom veljače 2001. godine.

## Radnja
Deset godina nakon što je uspjela uhvatiti serijskog ubojicu Jamea Gumba, agentica FBI-a Clarice Starling (Moore) nepravedno je optužena za neuspješan lov na dilere droge. Uskoro ona i njezina povezanost s Hannibalom Lecterom (Hopkins) privuku pozornost Lecterove jedine preživjele žrtve, Masona Vergera (Oldman) bogatog pedofila kojeg je Lecter ostavio fizički osakaćenim i paraliziranim nakon što mu je bio osobni terapeut.
Verger koristi svoje ogromno bogatstvo i politički utjecaj da agenticu Starling ponovno prebace na Lecterov slučaj i uskoro dogovara s njom sastanak na svom imanju. Verger planira uhvatiti, mučiti i u konačnici ubiti Lectera, a nada se da će mu agentica Starling nesvjesno u tome pomoći. Uskoro joj Lecter pošalje pismo nakon što sazna za njezine javne optužbe i premda ono ne otkriva gdje bi se Lecter mogao nalaziti, agentica Starling opaža neobičan miris kojeg stručnjak za parfeme identificira kao kremu za kožu čije je sastojke moguće nabaviti tek u nekoliko dućana na svijetu. Ona kontaktira policijske odjele svih gradova u kojima se takvi dućani nalaze i potražuje nadzorne snimke. Jedan od tih gradova je i Firenca u kojoj glavni inspektor Rinaldo Pazzi (Giannini) istražuje nestanak kuratora iz knjižnice. Pazzi ispituje Lectera koji se pretvara da je Dr. Fell, pomoćnik kuratora i novi nadzornik knjižnice.
Nakon što prepozna Dr. Fella na nadzornoj snimci, Pazzi ulazi u bazu traženih bjegunaca i uskoro otkriva za Vergerovu nagradu od 3 milijuna dolara za bilo koga tko može dati vrijedne informacije o Lecteru (prije nego što ih da FBI-u). Namamljen Vergerovom ponudom, Pazzi ignorira upozorenja agentice Starling i pokuša sam uhvatiti Lectera. Zatraži pomoć od lokalnog lopova koji bi trebao pokušati ukrasti Lecterov novčanik, ali samo kao varka kako bi se domogao njegovog otiska i tako dokazao da zna gdje se serijski ubojica nalazi te pokupio svoju nagradu. Ipak, Lecter smrtno rani lopova koji nekako uspijeva doći do otiska nakon čega Pazzi kontaktira Vergera. Uskoro Lecter namamljuje Pazzija u izoliranu sobu u knjižnicu, veže ga električkim kabelima te, nakon što mu prereže utrobu, baca s balkona knjižnice prije nego što pobjegne u SAD.
Verger potkupljuje službenika iz Ministarstva pravosuđa Paula Krendlera (Liotta) koji optužuje agenticu Starling da skriva poruku od Lectera što uzrokuje njezinu suspenziju s posla. Lecter namamljuje agenticu Starling na Union Station, ali ga Vergerovi plaćenici - koji su cijelo vrijeme slijedili agenticu Starling - uspijevaju uhvatiti i odvesti Vergeru. Nakon što njezini nadređeni odbiju sudjelovati u akciji, Starling na vlastitu inicijativu dolazi na Vergerovo imanje. Verger namjerava pustiti divlje veprove na Lectera kako bi ga ovi živoga pojeli, a koji su uzgojeni striktno za tu svrhu. Međutim, agentica Starling se umiješa i oslobađa Lectera prije nego što je i ona ranjena nakon čega ju Lecter spašava i odvlači s imanja. Verger naređuje svom privatnom liječniku Cordellu (Ivanek) da ubije Lectera, ali ga Lecter nagovara da zauzvrat baci svog poslodavca veprovima što ovaj i učini.
Lecter odvodi agenticu Starling na kuću na jezeru koja se nalazi u posjedu Krendlera. Kada ovaj dođe za vikend 4. srpnja, Lecter ga hvata i drogira. Obučena u svečanu crnu haljinu i omamljena od morfija koji joj je dao dr. Lecter, agentica Starling se budi i pronalazi Lectera kako kuha u Krendlerovoj kuhinji dok ovaj sjedi u invalidskim kolicima za stolom. Oslabljena od droge, ona prestravljena promatra kako Lecter miče kožu s Krendlerove lubanje, reže dio prefrontalnog korteksa, stavlja ga u umak te ga daje Krendleru koji ga pojede.
Nakon jela, agentica Starling pokuša napasti Lectera, ali ju on sputava. Ipak, ona uspijeva staviti lisice na svoj i njegov zglob dok se policijske sirene čuju u daljini. Lecter uzima rezač za meso i odsiječe si lijevi zglob te pobjegne. U posljednjoj sceni filma Lecter je prikazan u avionu kako otvara svoju posudu s ručkom. Dok se priprema započeti jesti jelo koje uključuje i ostatke Krendlerovog mozga maleni dječak koji se nalazi na sjedalu pokraj njega zamoli ga da proba malo njegove hrane. Lecter mu daje svoju hranu uz opasku da je "važno... uvijek probati nove stvari."

## Glumačka postava
- Anthony Hopkins kao Dr. Hannibal Lecter
- Julianne Moore kao Clarice Starling
- Gary Oldman kao Mason Verger
- Ray Liotta kao Paul Krendler
- Frankie Faison kao Barney Matthews
- Giancarlo Giannini kao glavni inspektor Rinaldo Pazzi
- Francesca Neri kao Allegra Pazzi
- Željko Ivanek kao Dr. Cordell Doemling
- Hazelle Goodman kao Evelda Drumgo
- David Andrews kao agent FBI-a Pearsall
- Francis Guinan kao assistent direktora FBI-a Noonan
- James Opher kao agent Agencije za suzbijanje droge John Eldridge
- Enrico Lo Verso kao Gnocco
- Ivano Marescotti kao Carlo Deogracias
- Danielle de Niese kao Beatrice

## Razvoj projekta

### Pozadina
Godine 1994. novinar magazina Rolling Stone upitao je redatelja filma Kad jaganjci utihnu, Jonathana Demmea, o mogućem filmskom nastavku. Demme je odgovorio da autor knjige Kad jaganjci utihnu, Thomas Harris, već "sedam ili osam godina" radi na njezinom nastavku. U to je vrijeme Demme imao ideju da filmski nastavak neće nužno biti nastavak priče iz Jaganjaca. Harris je rekao Demmeu: "Zamišljam dr. Lectera negdje u Europi... luta ulicama Firence ili Münchena, gleda kroz prozore urara..." Demme je izrazio svoju zainteresiranost oko filmske adaptacije knjige Hannibal 1998. godine, nešto malo manje od godinu dana prije nego što je ista bila objavljena.
Dino De Laurentiis producirao je film redatelja Michaela Manna naslova Manhunter iz 1986. godine temeljen na knjizi Crveni zmaj iz 1981. godine autora Thomasa Harrisa u kojoj se prvi put pojavljuje lik Hannibala Lectera, a kojeg je u filmskoj verziji odglumio Brian Cox. De Laurentiisu se Mannov film nije svidio: "Manhunter nije bio dobar... nije to bio Crveni zmaj", rekao je. On i njegova supruga Martha (i ko-producentica) nisu bili direktno involvirani u projekt Jaganjaca za čim je De Laurentiis kasnije žalio. Međutim, imali su legalna prava na Lecterov lik te navodno dopustili kompaniji Orison Pictures, koja je producirala Jaganjce, besplatnu uporabu lika Lectera, ne želeći biti "pohlepni". Kada je film Kad jaganjci utihnu postigao komercijalni i kritičarski uspjeh 1991. godine, osvojivši pet prestižnih filmskih nagrada Oscar, Dino i Martha De Laurentiis shvatili su da u rukama imaju vrijednu imovinu te su odmah postali zainteresirani za nastavak. Nakon dugačkog čekanja, De Laurentiisa je konačno nazvao autor Harris i rekao mu da je završio knjigu odnosno nastavak Jaganjaca pa je De Laurentiis odmah otkupio prava na adaptaciju za tada rekordnih 10 milijuna dolara.
U travnju 1999. godine Los Angeles Times objavio je članak u kojem je navedena mogućnost da će budžet filmske adaptacije Hannibala iznositi do 100 milijuna dolara. Nadalje je spekulirano da će Jodie Foster i Anthony Hopkins dobiti po 15 milijuna dolara svaki za repriziranje svojih uloga, a da će "redatelj Jonathan Demme dobiti iznos između 5 i 19 milijuna dolara". U članku je također navedeno: premda je film Kad jaganjci utihnu sveukupno koštao samo 22 milijuna dolara, to neće spriječiti studio da ne krene u snimanje Hannibala. Tadašnji Harrisov agent Mort Janklow rekao je Los Angeles Timesu da će Fosterica, Hopkins i Demme uskoro dobiti knjige te da smatra kako će film biti nevjerojatno dobar.
Knjiga Hannibal izdana je u 1,6 milijuna primjeraka koji su se rasprodali tijekom ljeta 1999. godine. U konačnici će biti prodani milijuni primjeraka knjige nakon njezinog službenog izdavanja.
Nedugo potom redatelj Demme je obavijestio producente da ne želi režirati film Hannibal. U to se vrijeme spekuliralo da je Demme odbio projekt zbog toga što ga je smatrao "groznim" te da mu se nije svidjela "količina krvi" u knjizi. De Laurentiis je o Demmeovom odustajanju od projekta izjavio: "Kada Papa umre, izaberemo novog. Želim sreću Jonathanu Demmeu. Zbogom." Kasnije je izjavio da misli da je Demme smatrao kako nikada ne bi mogao snimiti nastavak jednako dobar kao što su bili Jaganjci.

### Ridley Scott
De Laurentiis je posjetio redatelja Ridleyja Scotta na setu Gladijatora i predložio mu da pročita knjigu za koju je upravo otkupio prava. Scott se tada nalazio tri tjedna prije završetka snimanja Gladijatora. Sam film (Gladijator) postao je komercijalni i kritičarski uspjeh, dobivši čak 12 nominacija za prestižnu nagradu Oscar. De Laurentiis je upitao Scotta želi li režirati filmsku verziju Hannibala. Scott ga je u početku krivo shvatio, misleći da De Laurentiis govori o generalu i povijesnoj figuri Hanibala iz Kartage koji je gotovo srušio Rimsko Carstvo 200 godina prije nove ere pa mu je odgovorio. "Pa, Dino, trenutno baš radim na epskom filmu o starom Rimu. Ne želim da mi sljedeći film bude o slonovima koji dolaze preko Alpi, momče." Scott je pročitao knjigu u roku od tjedana dana, gledajući na nju kao na "simfoniju" te izrazio svoju želju da snimi film. O svojoj uključenosti u projekt kaže: "Snimao sam Gladijatora na Malti i jednog dana sam otišao u šetnju do filmskog studija kako bih popio kavu sa svojim starim prijateljem Dinom. Nisam ga vidio još otkad smo radili na filmskoj verziji Dine (prije Blade Runnera). Dino me tada nagovarao da snimim Dinu i još jedan film. Oduvijek je bio entuzijastičan i agresivan te me kontaktirao nakon što sam snimio Blade Runnera i Aliena, ali nisam tada mogao snimiti filmove koje je želio. U svakom slučaju, popili smo kavu i nekoliko dana kasnije me nazvao i upitao može li svratiti na set Gladijatora. Došao je s knjigom Hannibal, otprilike mjesec dana prije nego što je ista objavljena. Rekao mi je: Idemo snimiti ovo. Nakon što sam pročitao knjigu shvatio sam da tako brzo nisam pročitao niti jednu knjigu još od Kuma. Bila je bogata na razne načine."
Premda je Scott prihvatio posao kojeg je Demme prethodno odbio, svejedno je izjavio: "Moje prvo pitanje je bilo: A što je s Jonathanom?, a odgovorili su mi: Originalna postava iz prvog filma ovaj smatra previše nasilnim. Rekao sam da je to meni u redu i da ću ga snimiti.". Ipak i sam Scott je imao određene rezervacije oko materijala. Kraj knjige bio mu je posebno problematičan: "Nisam mogao prihvatiti taj emotivni skok agentice Starling. S druge strane, siguran sam da je u umu Hannibala takav kraj postojao već nekoliko godina. Ali ne i za Starling. Mislim da je jedna od privlačnosti kod agentice Starling i Hannibala ta da je ona čvrsta u svojim stajalištima." (Na kraju knjige dr. Lecter i agentica Starling završe zajedno i pobjegnu od autoriteta). Također, svi događaji u knjizi poslije događaja u operi Scottu "nisu bili vjerodostojni, jer je sve pomalo podsjećalo na film o vampirima." Upitao je autora Harrisa da li "mu je kraj izuzetno bitan". Harris je rekao da nije pa je kraj filma promijenjen i nije isti kao u knjizi.

### Razvoj scenarija
Ted Tally, scenarist filma Kad jaganjci utihnu, bio je još jedan u nizu članova originalne filmske ekipe koji je odbio sudjelovati u Hannibalu (za Jaganjce je Tally osvojio nagradu Oscar). Tally je, poput redatelja Demmea, imao problema s "pretjerivanjima" u knjizi.
Steven Zaillian (scenarist filma Schindlerova lista) dobio je ponudu da napiše scenarističku adaptaciju, ali je on istu također odbio. Svoju odluku je i objasnio: "Bio sam zauzet. I nisam bio siguran jesam li zainteresiran. Gotovo nikad ne možeš uspjeti kad radiš filmski nastavak." David Mamet je bio prvi scenarist koji je napisao kompletnu adaptaciju kojoj su, prema mišljenju Ridleyja Scotta i producenata bili potrebni ozbiljni zahvati. Stacey Snider, supredsjednica tvrtke Universal Pictures (postignut je dogovor o suprodukciji filma između holivudskih kompanija Universala i MGM-a) dala je sljedeću izjavu u vezi neprihvaćanja Mametovog scenarija: "Nije bilo šanse da će David pročitati 15 stranica naših bilješki i nakon toga biti dostupan raditi na scenariju svakoga dana." Mamet se u to vrijeme spremao za režiju svog vlastitog filma. Zaillian, koji je već ranije odbio raditi na projektu, ponovno je razmislio o cijeloj priči i nakon toga se uključio uz izjavu: "Teško je reći ne Dini jedanput, a gotovo nemoguće to učiniti dvaput." Kritika scenarija objavljena na internet portalu ScreenwritersUtopia.com opisuje Mametovu verziju "nevjerojatno lošom" dok Zaillianovu proglašava "napetom zabavom".
Pitanje u vezi problematike sa scenarijem postavio je novinar magazina Total Film Ridleyju Scottu: "Bilo je mnogo ispravaka scenarija Hannibala - u čemu je bio ključni problem s originalnim materijalom?" Scott je odgovorio: "To nije točno budući da je zapravo bilo jako malo ispravaka scenarija nakon što sam isti dao Steveu Zaillianu. Kada bi me netko pitao tko su trojica najboljih scenarista u Hollywoodu, Steve Zaillian bi sigurno bio jedan od njih. U nedogled smo raspravljali o Hannibalu." Na upit je li pročitao Mametovu scenarističku verziju, Scott odgovara: "Jesam. On je poprilično brz, ekspeditivan, ali u to je vrijeme radio na drugom projektu. Nakon što je projekt Hannibal odobren trebalo mu je tek mjesec dana da napiše prvu verziju scenarija. Bojao sam se da mi neće moći dati onoliko pozornosti koliko će mi trebati, jer je na njegovoj verziji trebalo puno raditi. Nakon toga sam naprosto krenuo dalje." Scott je također izjavio da su se pojavili problemi sa scenarijem i samom "strukturom" određenih dijelova filma. Jedan od Zaillianovih ključnih ciljeva bio je revidirati scenarij Davida Mameta dok on ne zadovolji sve strane. Scott je skupa sa Zaillianom radio na scenariju punih 28 dana te ga na taj način "natjerao da radi skupa s njim i da razgovaraju o svakoj sekundi budućeg filma u procesu pisanja scenarija."

### Dodjela uloga
Nije bilo jasno hoće li Jodie Foster (Clarice Starling) i Anthony Hopkins (Hannibal Lecter) reprizirati svoje uloge za koje su oboje osvojili nagrade Oscar u filmu Kad jaganjci utihnu (najbolji glumac i najbolja glumica). Ubrzo je postalo očito da će producenti i općenito studio moći bez jedne originalne "zvijezde" (što će se i dogoditi). Međutim, u slučaju da oboje glumaca ne pristanu na povratak ulogama, bio bi to kraj projekta. De Laurentiis je nakon što je film započeo kino distribuciju priznao: "Prvo i najosnovnije, znao sam da bez Anthonyja Hopkinsa nema filma."

#### Jodie Foster odbija projekt
Glumica Jodie Foster je u intervjuu kojeg je dala Larryju Kingu 1997. godine potvrdila da će "definitivno biti dijelom" filmskog nastavka Jaganjaca. Magazinu Entertainment Weekly iste je godine izjavila da "Anthony Hopkins uvijek govori o nastavku. Svi ga žele raditi. Svaki put kada ga vidim, on me pita: Kad ćemo ga raditi? Kad ćemo ga raditi?". Producent De Laurentiis mislio je da će Fosterica odbiti projekt nakon što pročita knjigu čak i da vjeruje da će filmska verzija biti bolja. Glumac Hopkins također je imao svoje vlastite sumnje oko uključenosti glumice Foster u cijelu priču, navodeći da je imao "predosjećaj" da će ona odbiti projekt. Foster je na kraju odbila sudjelovati u snimanju nastavka, a to je potvrdila u drugoj polovici mjeseca prosinca 1999. godine. Sve to uzrokovalo je probleme za studio Universal i njegovog partnera MGM. Kevin Misher, predsjednik produkcije u Universalu je izjavio: "Svi smo se upravo vratili s godišnjih odmora i ponovno se moramo organizirati s obzirom na ove vijesti; trenutno nemamo razrađen plan." Također je nadodao: "To je bio jedan od onih trenutaka u kojem sjedneš i razmisliš: Može li Clarice postati svojevrsna verzija Jamesa Bonda? Lik koji je glumački zamjenjiv? Ili je Jodie Foster bila Clarice Starling i publika apsolutno ni pod kojim uvjetima neće prihvatiti nikoga drugoga u toj ulozi?" Foster je u prosincu 1999. godine izjavila da je karakterizacija agentice Starling u Hannibalu prepuna "negativnih atributa" te da je sam lik "izdao" njegov vlastiti tvorac.
Njezina glasnogovornica službeno je izjavila da je glumica odbila sudjelovati u filmskom nastavku zbog toga što je Claire Danes postala slobodna kako bi nastupila u Fosteričinom osobnom filmu Flora Plum. Također se spekuliralo o plaći za ulogu te se taj podatak navodio kao još jedan od glavnih razloga njezinog odustajanja od cijelog projekta. De Laurentiis je izjavio: "Nazvao sam njezinog agenta koji mi je rekao da ima naredbu: Jodie ne želi pročitati scenarij ako joj prije toga ne ponudite 20 milijuna dolara i 15% ukupnog prihoda od zarade. Na to sam samo odgovorio: Pozdravite Jodie, zbogom." Magazin Entertainment Weekly u to je vrijeme opisao projekt kao "krvavi nered iz kojeg curi talent i novac" unatoč činjenici što je Hopkins već pristao na ulogu.
U intervjuu za Total Film iz druge polovice 2005. godine, Fosterica je ponovno pričala o filmu Hannibal. Izjavila je: "Službeni razlog zašto nisam htjela snimiti film jest činjenica što sam u to vrijeme snimala drugi film - Flora Plum. I zbog toga mogu reći, lijepim riječima, da sam bila zauzeta drugim projektom... Clarice je toliko značila meni i Jonathanu i, premda znam da će ovo vjerojatno zvučati vrlo čudno, niti ja niti on nismo je željeli uništiti."

#### Julianne Moore kao Clarice Starling
Kada je postao očito da glumica Foster neće sudjelovati u Hannibalu, produkcijski tip razmatrao je nekoliko različitih glumica za portret agentice Starling uključujući Cate Blanchett, Angelinu Jolie, Gillian Anderson, Hilary Swank, Ashley Judd, Helen Hunt i Julianne Moore. Hopkins je upitao svog agenta da li on ima bilo kakvog "utjecaja" na izbor svoje kolegice. U razgovoru s producentom De Laurentiisom istaknuo je da poznaje Julianne Moore s kojom je radio na filmu Preživjeti s Picassom i koju je smatrao "fantastičnom glumicom". Premda mu je njegov agent rekao da ne postoje nikakve ugovorne ovlasti na koje bi se on pozvao i tako sudjelovao u procesu izbora glavne glumice, redatelj Scott je smatrao ispravnim da zajedno razgovaraju o osobi koja će Hopkinsu "praviti društvo". Scott je izjavio: "Osjećao sam se zbilja iznenađenim što je čak pet vrhunskih holivudskih glumica u to vrijeme bilo zainteresirano za sudjelovanje u projektu." Moore će u konačnici dobiti ulogu. Scott je izjavio da se odlučio za nju, a kao razloge je naveo: "Ona je pravi kameleon. Može glumiti luđakinju u Magnoliji, zavodnicu u filmu An Ideal Husband, porno zvijezdu u Kralju pornića i romantičnu dušu u Kraju ljubavne priče. Julianne Moore je, nakon što je Jodie odbila ulogu, od početka bila na vrhu moje liste favorita". O situaciji u kojoj ulazi u ulogu lika kojeg je proslavila njezina kolegica, Moore kaže: "Nova Clarice bit će potpuno drugačija. Naravno da će publika uspoređivati moju interpretaciju s onom Jodie Foster... Ali ovaj film će biti potpuno drugačiji."

#### Anthony Hopkins kao Hannibal Lecter
Od glumca Anthonyja Hopkinsa očekivalo se da će ponoviti svoju ulogu za koju je osvojio Oscara. Hopkins je, doduše, u lipnju 1999. godine izjavio da će biti zainteresiran za nastavak jedino ako će scenarij biti "jako dobar". U prilogu o snimanju filma na DVD izdanju Hopkins je izjavio da se nije tako lako mogao odlučiti hoće li ili neće sudjelovati u projektu. "Bio sam pomalo iznenađen tom knjigom Hannibal. Smatrao sam ju pretjeranom i bizarnom. Zbog toga se nisam mogao odlučiti oko filmskog nastavka. Neke stvari u njoj su mi bile intrigantne, ali oko nekih sam bio jako sumnjičav." Kada su producenti potvrdili da će snimiti film prema Harrisovoj knjizi, Hopkins im je potvrdio svoje sudjelovanje, ali nadodao: "Cijelu priču je potrebno malo zgusnuti." Magazin Hollywood Reporter potvrdio je u drugoj polovici prosinca 1999. godine da je Hopkins pristao glumiti Lectera po drugi put uz izjavu da je odobrio posljednju verziju scenarija kojeg je napisao Steven Zaillian. Hopkins je rekao da mu nije bio problem vratiti se u "Lecterov um": "Jednostavno sam naučio rečenice, došao na snimanje i hodao uokolo kao Hannibal Lecter. Razmišljao sam: Da li da ponovim doslovno identičnu performansu ili da ju malo izmijenim? Ipak, deset godina je prošlo u radnji pa sam je odlučio malo izmijeniti." U knjizi postoji dio u kojem Lecter koristi zavoje kako bi se prerušio u pacijenta plastičnog kirurga. Cijeli taj dio izostavljen je iz filmske verzije budući su se redatelj Scott i Hopkins složili da neće zadirati u Lecterovo lice. Hopkins je objasnio i zašto: "To je kao da želi nešto dokazati - uhvatite me ako možete. S tim ogromnim šeširom toliko je očit da nikome niti ne pada na pamet da bi to mogao biti Hannibal Lecter. Oduvijek sam ga smatrao elegantnim muškarcem, renesansnim čovjekom." U filmu se Lecter prvi puta pojavljuje u Firenci "kao klasični Lecter koji drži predavanja i uglađen je", kaže Hopkins. Međutim, kada se radnja filma prebaci u SAD, Hopkins mijenja svoju performansu, pojačava mišiće i skraćuje kosu "kako bi izgledao poput plaćenika, kako bi izgledao toliko vitkim i snažnim da bi mogao doslovno prepoloviti svakoga tko mu se nađe na putu".

#### Ostale uloge
U ostalim ulogama u filmu pojavljuju se Ray Liotta kao službenik Ministarstva pravosuđa Paul Krendler (lik koji se također pojavio i u Jaganjcima, ali glumac koji ga je glumio u originalu, Ron Vawter, umro je u međuvremenu) te talijanski glumac Giancarlo Giannini kao detektiv Rinaldo Pazzi. Glumica Francesca Neri utjelovila je lik Pazzijeve supruge Allegre dok je Frankie R. Faison ponovio svoju ulogu iz originala - onu Barneyja Matthewsa.
Gary Oldman je dobio ulogu Masona Vergera, jedne od samo dvije preživjele Hannibalove žrtve. Suproducentica Martha De Laurentiis izjavila je da se dogodila "smiješna situacija" s Oldmanom koji je želio da njegovo ime bude zastupljeno na plakatu i u kampanji uz Hopkinsa i Moore. Ona mu je na to odgovorila: "Kako tvoje ime može stajati uz Hannibalovo? Glavni likovi filma su Hannibal i Clarice Starling. Zbog toga se nismo mogli dogovoriti u početku." Oldman je neko vrijeme bio van projekta, ali nakon toga se vratio i tražio da se njegovo ime uopće ne pojavi na uvodnoj špici. Njegov lik će se u potpunosti nalaziti pod maskom, biti "neprepoznatljiv". Neće imati usne, obraze i očne kapke. Greg Cannom, odgovoran za masku u filmu izjavio je: "Zbilja izgleda odvratno... Pokazivao sam ljudima fotografije Oldmana kao Vergera i svi su imali identične reakcije (jedva su ih mogli pogledati) što me jako razveselilo."

## Produkcija i post-produkcija

### Pozadina
Film Hannibal snimljen je u roku od 83 dana tijekom 16 tjedana. Produkcija na filmu započela je 8. svibnja 2000. godine u Firenci. Snimalo se na nekoliko različitih lokacija u tom gradu kao i na raznim lokacijama u SAD-u. Martha De Laurentiis izjavila je da se film snimao na preko stotinu različitih lokacija te da su se "događali konstantni problemi s prenošenjem i opremanjem setova. Ali same lokacije bile su prelijepe. Tko se može žaliti što nam je dopušteno snimanje na trgu Vecchio u Firenci? Ili na farmi predsjednika Jamesa Madisona u Montpelieru ili na nevjerojatnom imanju Biltmore u Ashevilleu?" U konačnici je potrošeno osamdeset milijuna dolara i godina i pol u produkciju prije nego što je Ridley Scott po prvi puta ušao u sobu za filmsku montažu.

### Lokacije snimanja
- Radnja kompletnog drugog čina Hannibala odvija se u Firenci. Redatelj Ridley Scott nikada ranije tamo nije snimao, ali je cijeli proces opisao kao "popriličnim iskustvom... Sve je to bio zapravo organizirani kaos... Snimali smo u tom gradu u srcu turističke sezone."[24] Unutar samog grada produkcijski tim posjetio je i snimao film na nekoliko različitih lokacija kao što su Palazzo Capponi (kao radno mjesto Dr. Fella), Ponte Vecchio, Palazzo Vecchio, ljekarna Santa Maria Novella i Katedrala.[24]
- Nakon što je završeno snimanje u Italiji, 5. lipnja 2000. godine produkcijski tim preselio se u Washington. Tamo je snimanje na Union Stationu trajalo šest dana.[24] Na zahtjev Ridleyja Scotta postavljen je neobični vrtuljak koji se pojavljuje usred šoping centra.[24]
- U Richmondu (Virginia) snimanje će trajati sedam tjedana,[24] a sadržavat će scenu na prenapučenoj tržnici ribe (snimljene na Richmond Farmer's Market) koja se odvija na početku filma. Julianne Moore je morala proći obuku za agenticu FBI-a u njihovom stožeru prije početka snimanja.[24]
- Staja u Montpelieru (Virginia) koja se nalazi na imanju predsjednika Jamesa Madisona korištena je kao stanište za 15 "glumaca-veprova".[24] Petnaest ruskih veprova korišteno je za snimanje, a oni su odabrani od njih čak šest tisuća.[24]
- Imanje Biltmore u Ashevilleu (Sjeverna Karolina) - inače najveće privatno imanje u SAD-u - izabrano je za "glumu" osobnog bogatstva lika Masona Vergera.[4]

### Maska i efekti
Majstor za masku Greg Cannom bio je vrlo sretan što će raditi na filmu Hannibal jer je dobio šansu kreirati "nevjerojatne i originalne maske". Za Masona Vergera, tim za šminku napravit će 20 različitih glava koje će ličiti na zombije, ali koje neće biti ono što je Scott zamislio za lika; Scott je želio da Verger izgleda realistično s odvratnim ožiljcima, a ne kao netko iz jeftinog horora. Scott je samostalno zatražio pomoć od stručnih liječnika u nadi da lik izgleda što realističnije moguće. Scott je timu za šminku pokazao fotografije fetalnih stvari koje je smatrao dirljivima; želio je Masona Vergera učiniti više dirljivim nego monstruoznim jer je na Vergera gledao kao na nekoga tko još uvijek nije izgubio smisao za humor... gledao je na njega gotovo suosjećajno. Gary Oldman će tijekom svakoga dana trošiti do šest sati u sobi gdje mu se stavljala maska na lice i gdje se pripremao za ulogu Vergera.
Za jednu od posljednjih i najpoznatijih scena u filmu, gotovo isti duplikat korišten je za lik Paula Krendlera (kojeg je utjelovio glumac Ray Liotta) u sceni u kojoj se miješaju maska, lutke i CGI efekti, a koju Scott smatra "neprocjenjivom".

### Uvodna špica
Uvodnu špicu filma kreirao je Nick Livesey koji je radio u jednoj Scottovoj produkcijskoj kompaniji u Londonu. Uvodna sekvenca koju je snimio sam Livesey u Firenci bila je namijenjena za drugu promotivnu kino najavu filma. Studio se s tim ipak nije složio, ali je sekvenca ostala Scottu na umu i u konačnici će ju iskoristiti kao uvodnu špicu samog filma. Livesey je napravio snimke golubova na praznom trgu u Firenci jednog dana rano ujutro koje će se u finalnoj verziji pretvoriti u lice Hannibala Lectera. Scott je vjerovao da je to dobra ideja jer postavlja temeljno pitanje: Gdje je Hannibal Lecter?. Scott objašnjava: "I upravo ova špica to i govori s golubovima na nekoj kaldrmi negdje, dok se svi pitaju gdje se to nalazi... I gdje se on nalazi... A njegovo lice se onda pojavi." Službeno je izjavljeno da je na ovu uvodnu špicu snažan utjecaj imala uvodna špica filma Sedam.

### Glazba
Redatelj Ridley Scott blisko je surađivao sa skladateljem Hansom Zimmerom tijekom post-produkcije filma Hannibal. Scott vjeruje da je glazba za film jednako važna kao i dijalog - "Glazba predstavlja posljednji segment filmskog scenarija; ona čak donekle može poboljšati i same izvedbe glumaca." Zimmer i Scott tijekom montiranja filma sjedili su s montažerom Pietrom Scalijom i razglabali o scenama u filmu, a ne o glazbi. Zimmer je iskoristio simfonijski orkestar za sekvencu u operi, ali koristio ju je na čudan način: "Vrlo čudan je to bio orkestar... samo violončela i basovi sviraju." Tako je odlučeno kako bi se još više naglasio lik Hannibala Lectera. On objašnjava: "Za mene lik Anthonyja predstavlja nekoga tko se nalazi na ekstremnom rubu ljudskosti." Zimmer također nije htio da glazba iz filma zvuči "pretjerano moderno". Lik Masona Vergera ima svoju vlastitu glazbenu "temu" koja postaje sve perverznija kako film odmiče. Danteov sonet uglazbili su Zimmer i Patrick Cassidy za opernu sekvencu u Firenci. Na internetskoj stranici Tracksounds.com Zimmerova glazba ocijenjena je pozitivno. "Zimmer je skladao odličnu glazbu dostojnu svojih obožavatelja... Ima tu elemenata klasike, ali ima tu i monologa koji soundtrack čine napetim za slušanje." U anketi britanske radio postaje British Classic FM u kojoj se glasalo za najbolje filmske soundtrackove svih vremena, Hannibal je postavljen na 59. mjesto. U nekoliko scena u filmu može se čuti i klasična izvedba Na lijepom plavom Dunavu autora Johanna Straussa.

## Teme

### Romantika
Redatelj Ridley Scott je izjavio da vjeruje da je temeljna emocija filma Hannibal "privrženost". "U nekim slučajevima gledajući iz jednog kuta čak se možete zapitati  - je li to više od obične privrženosti? Sve je mračno budući je priča u svojoj osnovi, naravno, mračna, ali je u jednu ruku istovremeno i romantična." Scott otvoreno priznaje "romantični ugođaj" koji je prožet kroz čitav film. Za CNN je izjavio: "Hannibal je imao sasvim drugi cilj, u osnovi to je studija između dvoje individualaca. Smiješno je to što je pomalo romantičan i humorističan s obzirom na to da u sebi sadržava toliku količinu loših stvari koje se odvijaju tijekom radnje." Tijekom scene u operi u Firenci, Lecter se susreće s detektivom Pazzijem i njegovom suprugom Allegrom. Ona upita Lectera: "Vjerujete li da muškarac može postati opsjednut sa ženom nakon samo jednog susreta?" Lecter na to odgovara: "Da, vjerujem da bi mogao... ali da li bi ona mogla to uvidjeti i žudjeti za njim?" Upravo za ovu scenu redatelj Scott smatra da je mnogo ljudi promašilo odnosno propustilo njezino značenje. Cijeli dijalog zapravo je bio referenca na agenticu Starling i na njihov zajednički susret u filmu Kad jaganjci utihnu. The New York Times je u intervjuu napisao da se Hannibal "poigrava" s idejom "ljubavi koja se ne usudi izgovoriti njegovo ime." Skladatelj Hans Zimmer vjeruje da svaka scena filma sadržava vlastitu poruku i podtekst. On ističe: "Glazbu za ovaj film mogu skladati kao istinsku Freudiansku arhetipsku bajku o ljepotici i zvijeri, kao horor film, kao elegantnu priču, kao korupciju američke policije i vlade, kao usamljenost jedne žene na svijetu, kao ljepotu renesanse..." Zimmer u konačnici vjeruje da se radi o mračnoj ljubavnoj priči usredotočenoj na dvoje ljudi koji nikada ne bi smjeli biti zajedno - moderna priča Romeo i Julije. Tijekom post-produkcije na filmu, Scott, Zimmer i montažer vodili su strasne rasprave o tome što zapravo znači kadar u kojem vidimo suzu koja izlazi iz oka agentice Starling tijekom njezinog sukoba s Lecterom. Nisu se mogli složiti znači li ta suza "bol", "usamljenost" ili "gađenje". Scott je izjavio za New York Times da je afera između Lectera i agentice Starling "metaforična". Magazin Rolling Stone u svojoj je kritici filma istaknuo: "Scott nam nudi lukavu parodiju odnosa - nešto kao Kad je Hannibal sreo Sally.

### Odmazda i kazna
Ridley Scott je izjavio da vjeruje kako je Lecter, na sebi svojstven način, zapravo "čist" - jedan od ključnih motivirajućih faktora za taj lik je njegova potraga za "odmazdom i kaznom".
"Postoji nešto vrlo moralno u Lecteru u ovom filmu", reći će Scott u audio komentarima na DVD izdanju. "Ponašanje Hannibala nikad nije luđačko - nisam želio to upotrijebiti kao izliku. Je li on lud? Ne, vjerujem da je on normalan poput vas ili mene. Njemu se to jednostavno sviđa." Scott je, međutim, nadodao: "Kada se lik Lectera stavi u nešto što zovemo "normalni okviri", on predstavlja istinsko zlo." Scott također ističe pojam odrješenja za Lectera pred kraj filma. Verger ima jedan jedini cilj u svom životu: uhvatiti Lectera i izložiti ga sporoj, bolnoj smrti. U ovom kontekstu on zapravo dolazi na mjesto Lectera kao filmskog suparnika.

### Korupcija
Dio priče filma odnosi se na lik Rinalda Pazzija (Giancarlo Giannini), policajca iz Firence koji otkriva pravi identitet "Dr. Fella" i shvaća da bi mu to saznanje moglo donijeti pravo bogatstvo. Njegovo eskalirajuće napuštanje svakog moralnog principa dopušta mu da tolerira smrt ciganskog džeparoša upravo zbog te svoje želje za boljim životom za sebe i svoje puno mlađe supruge. Dogodi se trenutak u filmu u kojem Pazzi postane korumpiran, unatoč tome što se, prema Scottovom objašnjenju, radi o "vrlo razboritoj osobi". Paul Krendler (Ray Liotta) također pada u bunar pohlepe i korupcije. Agentica Starling, s druge strane, ostaje čvrsta do kraja, čak odbivši pustiti Lectera nakon što povjeruje da će on radije odsjeći njezinu ruku nego svoju i tako se osloboditi od policije koja se čuje u pozadini.

## Promocija
Prva kino najava za film pojavila se u kinima i postala dostupna na službenoj internetskoj stranici filma početkom svibnja 2000. godine, gotovo devet mjeseci prije nego što je film došao u kina. Budući da je produkcija na filmu tek bila započela, korištene su scene iz filma Kad jaganjci utihnu. Druga kino najava, koja je sadržavala scene iz samog filma službeno je objavljena u drugoj polovici studenoga 2000. godine. Okosnica kompletne marketinške kampanje za film bio je Hopkinsov portret Hannibala Lectera. Elvis Mitchell u članku za New York Times 2001. godine izjavio je da je "gospodin Hopkins korišten kao glavna atrakcija kako bi se privukao što veći broj publike". Poster koji je objavljen u Velikoj Britaniji kako bi se promovirao film, a na kojem se vidi Lecter sa svojom maskom koja mu pokriva desni dio lica, brzo je maknut iz upotrebe jer ga se smatralo "previše šokantnim i uznemirujućim za javnost".
Prije samog početka kino distribucije, mediji su opširno pisali o Hannibalu pa se film pretvorio u jedan od najiščekivanijih naslova posljednjih godina. Glavne glumačke zvijezde filma i njegov redatelj učestalo su se pojavljivali u televizijskim programima, novinama i magazinima. U prilogu za CBS News, Jill Serjeant izjavio je da "dugoočekivani nastavak zastrašujućeg trilera iz 1991. godine predstavlja jedan od najiščekivanijih filmova još od Fantomske prijetnje iz 1999. godine". Glavni glumci iz filma, Anthony Hopkins i Julianne Moore, pojavili su se na naslovnicama brojnih magazina uključujući Vanity Fair, Entertainment Weekly, Premiere i Empire.

## Kino distribucija

### Kino zarada
Film Hannibal u svom prvom vikendu prikazivanja u SAD-u utržio je 58 milijuna dolara u 3230 kino dvorana. U to vrijeme (veljača 2001. godine) to je bilo treće najbolje kino otvaranje nekog filma u povijesti - odmah iza filmova Izgubljeni svijet: Jurski park (iz 1997. godine) i Zvjezdani ratovi: Fantomska prijetnja (iz 1999. godine). Do listopada 2012. godine (prema stranici Boxofficemojo) film Hannibal nalazi se na 90. mjestu najboljih kino otvaranja u povijesti. U vrijeme kada je započeo kino distribuciju film Hannibal također je srušio rekord najboljeg kino otvaranja za film koji je prema američkom rejtingu zabranjen za gledanje osobama mlađima od 17 godina bez nadzora starije osobe. U konačnici film je u američkim kinima zaradio 165,092,268 dolara, dok mu ukupna svjetska zarada iznosi 351,692,268 dolara. Hannibal je tri tjedna za redom proveo na prvom mjestu američkog box-officea te četiri tjedna na vrhu britanske ljestvice najgledanijih kino filmova. Na kraju 2001. godine Hannibal je zauzeo deseto mjesto najgledanijih filmova te godine, a zanimljivo je da su mu konkurenti, između ostalih, bili i prvi nastavci Harryja Pottera te Gospodara prstenova. U video rentalu Hannibal je utržio dodatnih 87 milijuna dolara nakon što je izdan na DVD-u u kolovozu 2001. godine.

### Kritike
Kritike za film Hannibal bile su pomiješane. Time magazine je napisao: "Banket zastrašujućih, krvavih grotesknih incidenata prisutan je u Hannibalu. Ali u samom srcu ovog superiornog nastavka prisutna je romansa." Magazin Empire dao je filmu dvije od četiri zvjezdice i nazvao ga "...smiješnim i izuzetno dosadnim - Hannibal je gotovo bez zuba do pred kraj filma." David Thomson je u svojoj kritici za magazin Sight & Sound britanskog filmskog instituta nahvalio film. "Odličan. Pametan, seksi, zabavan... Prljav, bezobrazan i inteligentan." U kritici je, doduše, Thomson priznao da je veliki obožavatelj redatelja Scotta. Također je nadodao: "Hannibal Lecter je doslovno postao šala do te mjere da više ne može biti zastrašujući. Čini se kao da su Anthony Hopkins i Ridley Scott toga postali svjesni i cijeli film na takav način isplanirali. Film je, zbog toga, spašen." U kritici magazina Variety stoji: "Hannibal nije tako dobar kao Jaganjci... U konačnici je površan za razliku od svog prethodnika, ali je svejedno primamljiv, zanosan i na trenutke potresan."
Negativna kritika u časopisu The Guardian ističe da je ono što nije valjalo u filmu preneseno iz knjige: "Rezultat je napuhana, zgodna dosada od filma. Film Kad jaganjci utihnu bio je remek-djelo. Za usporedbu, Hannibal je jedva OK." Kritičar Roger Ebert dao je filmu "dva palca dolje" u svojoj kritici za televizijski program At the Movies with Ebert & Roeper te ga ocijenio s 2,5 zvjezdice od četiri u svojoj pisanoj kritici koja je započela sljedećim riječima: "Hannibal redatelja Ridleyja Scotta je cirkus nakaza. Moramo mu odati poštovanje za hrabrost u svojoj izopačenosti; ako ništa drugo neće dokazati, dokazat će da ako čovjek koji si odreže vlastito lice i nahrani ga svojim psima neće dobiti rejting oznaku za nasilje, nikada ništa drugo neće." Na popularnoj stranici Metacritic, film Hannibal trenutačno ima prosječnu ocjenu 57/100 temeljenu na 36 zaprimljenih kritika, dok na drugoj stranici - Rotten Tomatoes - film ima 39% pozitivnih ocjena uz prosječnu ocjenu 5,1 od 10 temeljenu na 163 zaprimljene kritike.

## DVD distribucija
Film Hannibal danas je dostupan na jednostrukom i dvostrukom DVD izdanju kao i na Blu-rayu. Dvostruko DVD izdanje filma sadržava niz posebnih dodataka koji uključuju audio komentar redatelja Ridleyja Scotta, izbačene i promijenjene scene, pet produkcijskih filmova, "marketing galeriju" koja sadržava kino najave, fotografije i neiskorištene koncepte za plakat filma.
Posebno tzv. steel-book izdanje izdano je 2007. godine. Ne postoje nikakvi dodatni materijali na njemu u odnosu na prethodno DVD izdanje; jedino je omotnica drugačija.
Prvotno je film izdan na Blu-rayu u sklopu kolekcije Hannibala Lectera (The Hannibal Lecter Collection) 2009. godine. Najnovije samostalno izdanje datira iz 2011. godine.
U Hrvatskoj film je izdan na DVD-u u distribuciji kompanije Blitz film & video.

## Različitosti filma i knjige
Prema članku iz magazina Variety scenarij za Hannibala bio je "...poprilično vjeran Harrisovoj knjizi; njezini obožavatelji će možda zažaliti za gubitkom određenih likova, prvenstveno muškobanjaste sestre Masona Vergera, Margot, kao i za nedostatkom fascinantnih akademskih detalja, ali će cijelo vrijeme imati osjećaj da se knjiga poštovala (da, postoji famozna scena za večerom na kraju)." Časopis Time Out je nadodao: "Puno priče je nagurano u 131 minutu trajanja filma tako da je malo vremena ostalo za dublju analizu i karakterizaciju likova." Producenta Dinu De Laurentiisa upitali su zašto su neki likovi, poput Jacka Crawforda, izostavljeni iz filma: "Knjigu od 600 stranica morali smo skratiti na scenarij od 100 stranica. U dva sata trajanja filma nemoguće je ubaciti sve likove. Postavili smo sebi određenu granicu i izbacili likove koji nisu bili ključni."
U knjizi Mason Verger u svom vlasništvu drži sirotište iz kojeg zove djecu i verbalno ih zlostavlja u zamjenu za to što više nije sposoban seksualno ih napastovati. On također ima i sestru, Margot, koju je silovao dok su bili djeca, a koja je lezbijka. Nakon što ona otkrije svoju seksualnu orijentaciju obitelji, njihov otac je se odriče. Budući da je zbog učestale upotrebe steroida postala sterilna, Verger ju kontrolira time što joj obećava da će joj dati vlastito sjeme kojim će ona oploditi svoju partnericu, a dijete će postati automatski nasljednik velikog bogatstva obitelji Verger. Također, u knjizi Verger doslovno nema lice i cijelo vrijeme nalazi se u sterilnoj prostoriji kako bi spriječio nasrtaj raznih bakterija na njegove otvorene rane. Na kraju knjige Margot i agentica Starling zajedno pomažu Lecteru u njegovom bijegu prilikom obračuna s Vergerovim tjelohraniteljima. Na Lecterov nagovor, Margot stimulira svog brata na ejakulaciju uz pomoć aparata za mužnju krava koji mu gurne u analni otvor nakon čega ga ubije gurajući mu njihovog kućnog ljubimca, jegulju, u grlo.
U kontroverznom kraju knjige dr. Lecter daje agentici Starling ekshumirane kosti njezinog oca koje on, hipnotizirajući nju, "oživljava" te tako dopušta Starlingici da se oprosti sa svojim ocem. Sve to dovodi do formiranja čudnog savezništva između agentice Starling i Lectera što kulminira njihovim zajedničkim bijegom u Argentinu gdje postaju par. Na samom kraju knjige Barney ih vidi u kazalištu Colon u Buenos Airesu.
Iz filma su također izbačeni i flashbackovi na Lecterovo djetinjstvo kada je vidio svoju mlađu sestru Mischu koju su pojeli njemački dezerteri 1944. godine. Ti flashbackovi stvorili su temelj za film iz 2007. godine Hannibal Rising (čiji je scenarij pisan istovremeno kada i istoimena knjiga iz 2006. godine), a u kojem se Lecter pojavljuje kao mladić.
Hopkins je u jednom intervjuu bio upitan vjeruje li u to da bi Starling i Lecter mogli otići zaljubljeni u suton (kao što je opisano u knjizi). "Da, vjerujem. Drugi ljudi to vjerojatno smatraju apsurdnim. Vjerujem da se tu radi o pitanju morala. Ipak, mislim da bi to bila jako zanimljiva stvar. Mislim da bi bilo zanimljivo da to ona učini, jer oduvijek sam sumnjao da je tu bilo određene romanse, povezanosti, opsesije s njom. Pretpostavio sam to još davno, tijekom njihovog posljednjeg telefonskog razgovora na kraju filma Kad jaganjci utihnu kada ga je dozivala: Dr. Lecter, Dr. Lecter...".

## Vanjske poveznice
- Hannibal u internetskoj bazi filmova IMDb-a
- Hannibal na Rotten Tomatoes
- Hannibal na Box Office Mojo
- Neproducirani scenarij Davida Mameta